# Simning vid olympiska sommarspelen 1936
Simningen vid olympiska sommarspelen 1936 i Berlin bestod av elva grenar, sex för män och fem för kvinnor, och hölls mellan den 8 och 15 augusti 1936 i Olympiapark Schwimmstadion. Antalet deltagare var 248 tävlande från 29 länder.

## Medaljfördelning
| Pl. | Nation        | Guld | Silver | Brons | Totalt |
| --- | ------------- | ---- | ------ | ----- | ------ |
| 1   | Japan         | 4    | 2      | 5     | 11     |
| 2   | Nederländerna | 4    | 1      | 0     | 5      |
| 3   | USA           | 2    | 3      | 3     | 8      |
| 4   | Ungern        | 1    | 0      | 1     | 2      |
| 5   | Tyskland      | 0    | 3      | 1     | 4      |
| 6   | Danmark       | 0    | 1      | 1     | 2      |
| 7   | Argentina     | 0    | 1      | 0     | 1      |

## Medaljörer

### Damer
| Gren                         | Guld                                                                    | Silver                                                             | Brons                                                       |
| 100 m frisim Detaljer...     | Rie Mastenbroek Nederländerna                                           | Jeannette Campbell Argentina                                       | Gisela Arendt Tyskland                                      |
| 400 m frisim Detaljer...     | Rie Mastenbroek Nederländerna                                           | Ragnhild Hveger Danmark                                            | Lenore Wingard USA                                          |
| 100 m ryggsim Detaljer...    | Nida Senff Nederländerna                                                | Rie Mastenbroek Nederländerna                                      | Alice Bridges USA                                           |
| 200 m bröstsim Detaljer...   | Hideko Maehata Japan                                                    | Martha Genenger Tyskland                                           | Inge Sørensen Danmark                                       |
| 4 x 100 m frisim Detaljer... | Nederländerna Rie Mastenbroek Willy den Ouden Jopie Selbach Tini Wagner | Tyskland Gisela Arendt Ruth Halbsguth Leni Lohmar Ingeborg Schmitz | USA Mavis Freeman Bernice Lapp Olive McKean Katherine Rawls |

### Herrar
| Gren                         | Guld                                                            | Silver                                                 | Brons                                                        |
| 100 m frisim Detaljer...     | Ferenc Csik Ungern                                              | Masanori Yusa Japan                                    | Shigeo Arai Japan                                            |
| 400 m frisim Detaljer...     | Jack Medica USA                                                 | Shunpei Uto Japan                                      | Shozo Makino Japan                                           |
| 1500 m frisim Detaljer...    | Noboru Terada Japan                                             | Jack Medica USA                                        | Shunpei Uto Japan                                            |
| 100 m ryggsim Detaljer...    | Adolph Kiefer USA                                               | Al Vande Weghe USA                                     | Masaji Kiyokawa Japan                                        |
| 200 m bröstsim Detaljer...   | Tetsuo Hamuro Japan                                             | Erwin Sietas Tyskland                                  | Reizo Koike Japan                                            |
| 4 x 200 m frisim Detaljer... | Japan Shigeo Arai Shigeo Sugiura Masaharu Taguchi Masanori Yusa | USA Ralph Flanagan John Macionis Jack Medica Paul Wolf | Ungern Oszkár Abay-Nemes Ferenc Csik Ödön Gróf Árpád Lengyel |